# Gmina Post

Położenie Gminy Post w hrabstwie Allamakee

Gmina Post (ang. Post Township) – gmina w USA, w stanie Iowa, w hrabstwie Allamakee. Według danych z 2000 roku gmina miała 2 404 mieszkańców.